# Oberflosbach
Oberflosbach ist eine Ortschaft in der Gemeinde Wipperfürth im Oberbergischen Kreis im Regierungsbezirk Köln in Nordrhein-Westfalen (Deutschland).

## Lage und Beschreibung
Oberflosbach liegt südwestlich von Wipperfürth im Floßbachtal an der Kreisstraße K18 von Grunewald zur Jörgensmühle. Nachbarorte sind Baumhof, Bergesbirken, Abshof und Raffelsiefen.
Der Ort gehört zum Gemeindewahlbezirk 150 und damit zum Ortsteil Thier.

## Geschichte
1443 wird der Ort erstmals unter der Bezeichnung „Overvlosbeke“ in einer Einkunfts- und Rechteliste des Kölner Apostelstiftes genannt. Die Karte Topographia Ducatus Montani aus dem Jahre 1715 zeigt zwei Höfe und bezeichnet diese mit „o. Flosbach“. Die Topographische Aufnahme der Rheinlande von 1825 zeigt auf umgrenztem Hofraum drei getrennt voneinander liegende Grundrisse und bezeichnet sie mit „Ob. Flosbach“.
Aus den Jahren 1873 und 1881 stammen zwei im Ortsbereich stehende denkmalgeschützte Wegekreuze aus Sandstein.

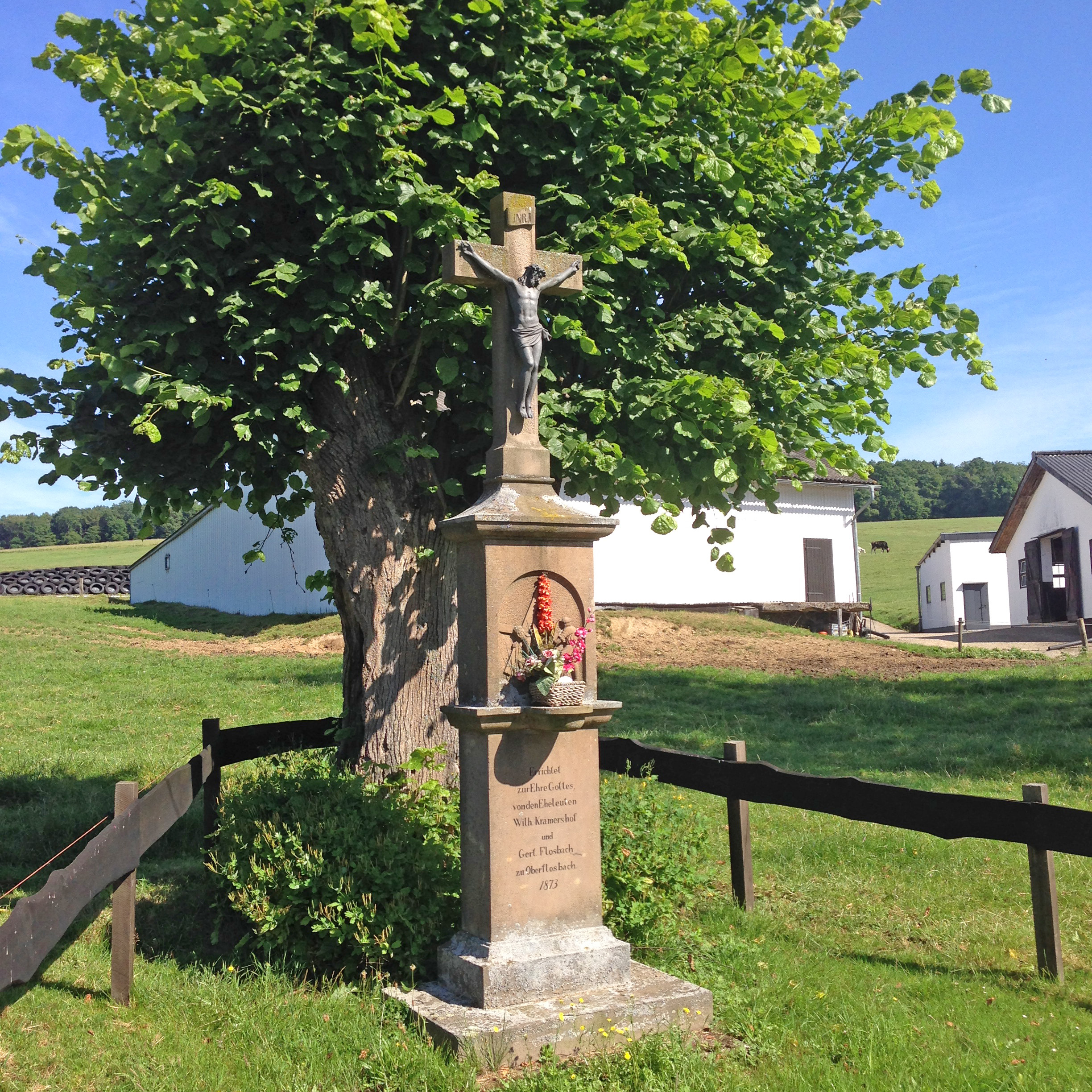
Wegekreuz (1873) am südl. Ortseingang
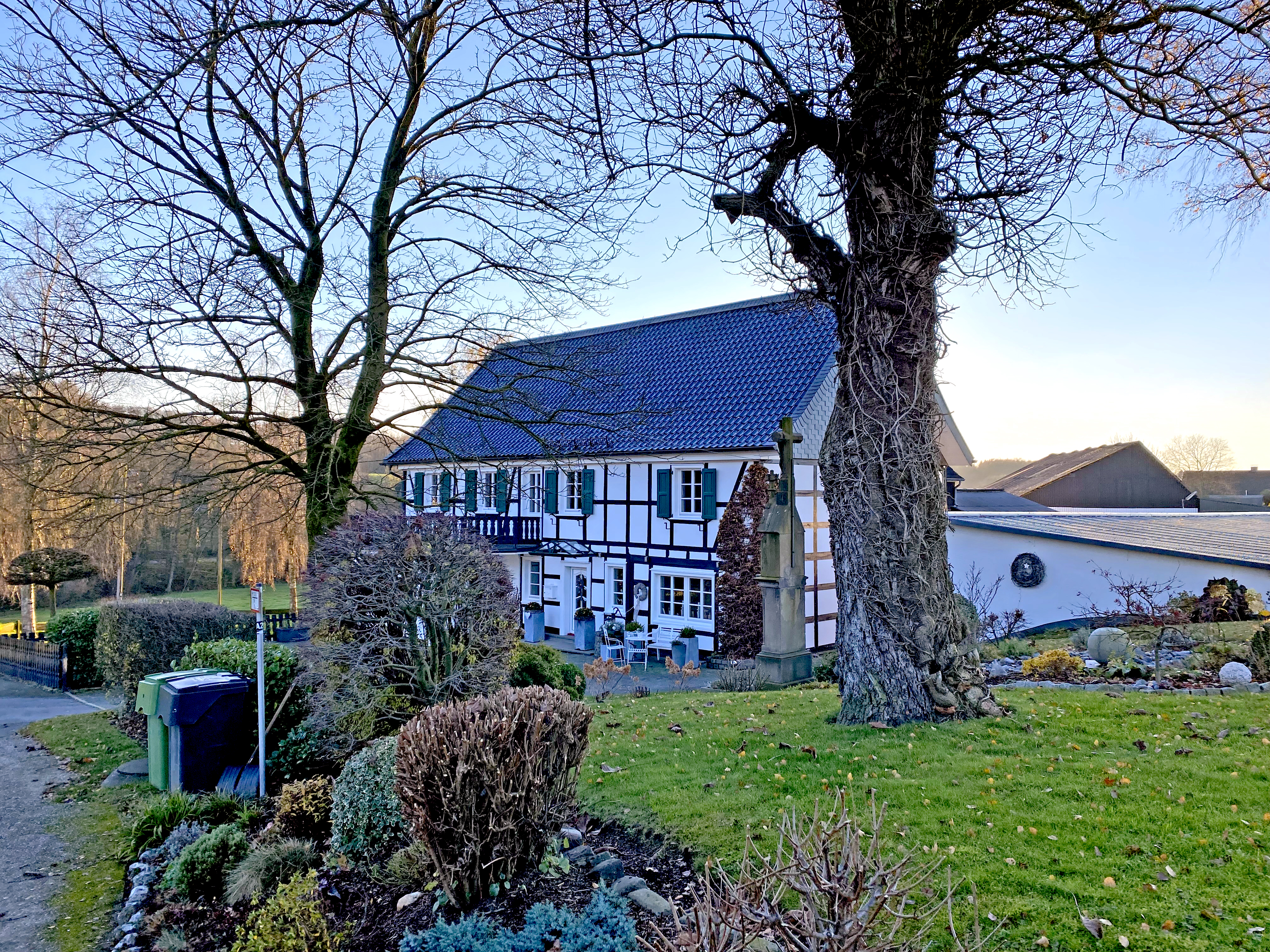
Hof Oberflosbach 2 mit Wegekreuz (1881)
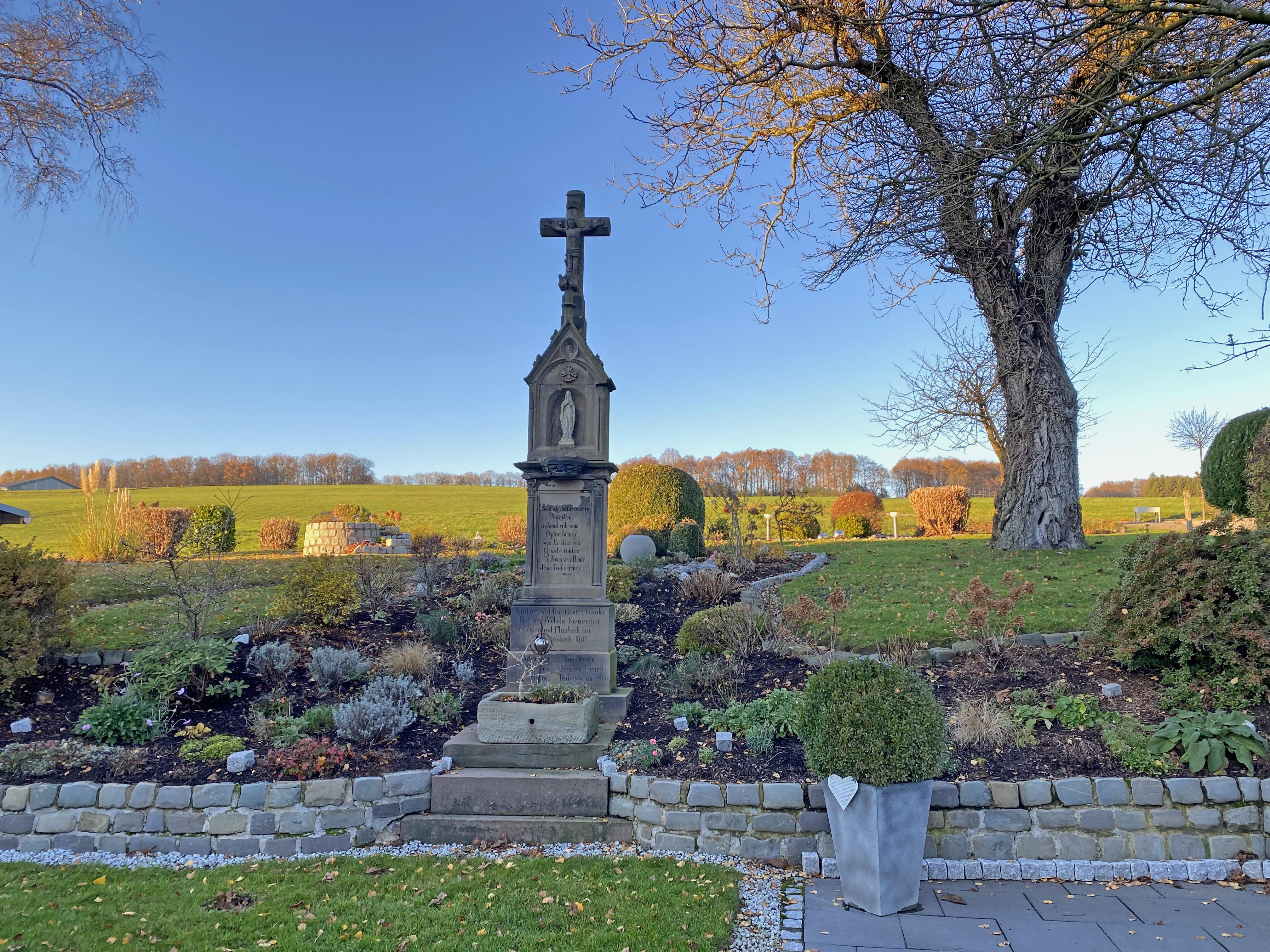
Wegekreuz (1881) im Garten von Oberflosbach 2
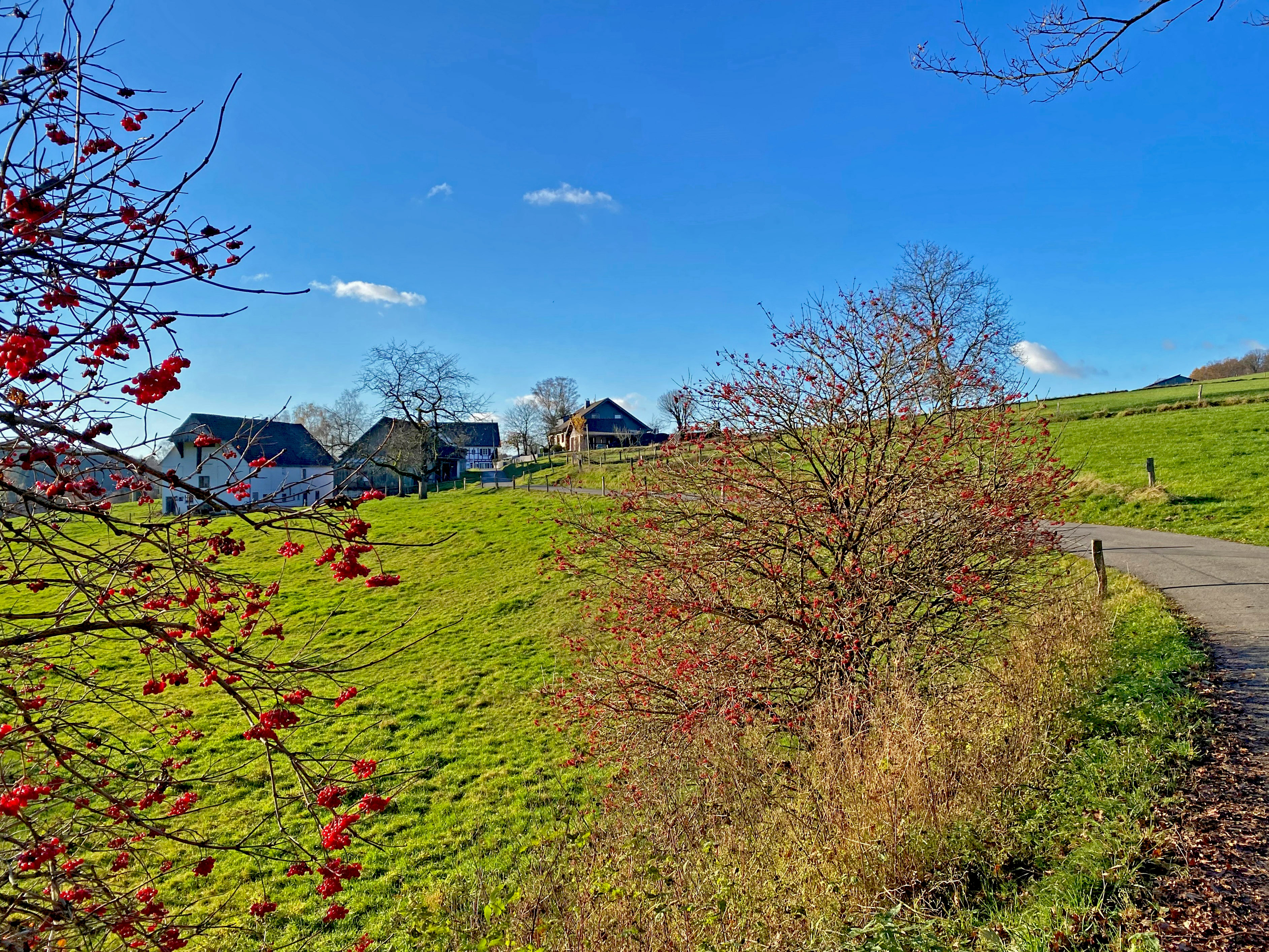
östl. Ortseingang

## Busverbindungen
Über die in 1,5 km Entfernung gelegene Haltestelle der Linie 426 (VRS/OVAG) in Thier ist Oberflosbach an den öffentlichen Personennahverkehr angebunden.

## Wanderwege
Der vom SGV ausgeschilderte Rundwanderweg A2, der Thierer Rundweg und ein mit dem Wegzeichen umgedrehtes T gekennzeichneter Wanderweg führen durch den Ort.